# St. Michael (Häg)

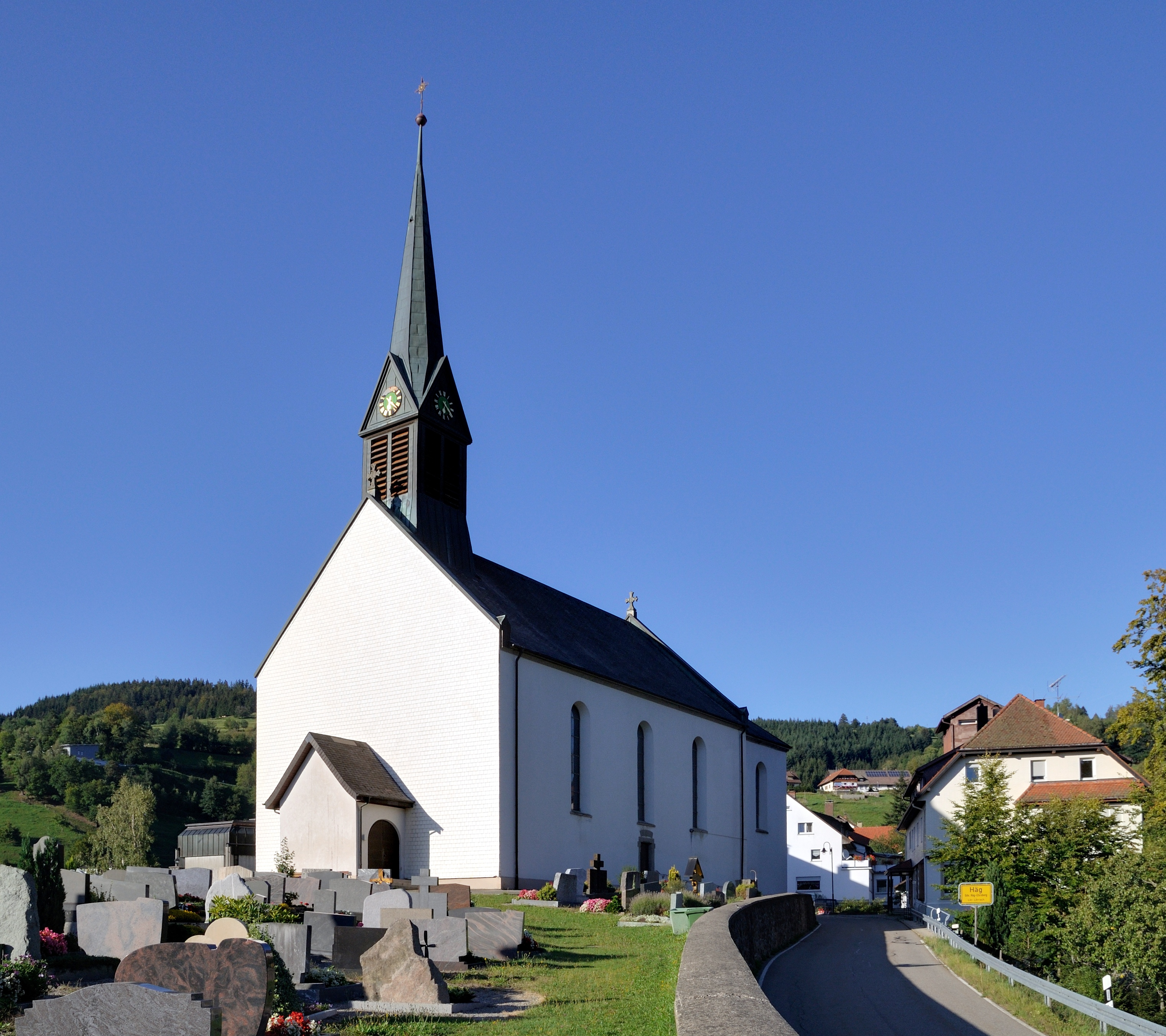
St. Michael

St. Michael in Häg, einem Ortsteil der Gemeinde Häg-Ehrsberg im baden-württembergischen Landkreis Lörrach, ist eine katholische Pfarrkirche, die in den 1890er Jahren im neuromanischen Stil entstand. Die Orgel aus dem Jahr 1888 steht unter Denkmalschutz. Häg hat rund 660 Katholiken, die sich auf die verschiedenen Teilorte verteilen. Die Pfarrei bildet zusammen mit Zell im Wiesental und seinem Teilort Atzenbach eine Anfang 2003 gebildete Seelsorgeeinheit als Teil des Dekanats Wiesental.

## Geschichte
Die Gemeinde Häg wurde mehrere Jahrhunderte von der Pfarrei Zell im Wiesental aus betreut und wurde erst 1779 in den Stand einer eigenen Pfarrei erhoben. Die erste, am 31. Juli 1791 von Weihbischof Wilhelm Leopold von Baden geweihte, Kirche brannte bereits 1886 nieder.
Zwei Jahre nach dem Brand folgte die Grundsteinlegung für eine neue Kirche am selben Platz, die 1895 geweiht wurde. In den Jahren 1977 bis 1978 erfolgte eine umfassende Renovierung.

## Beschreibung

### Kirchengebäude
Die Kirche St. Michael steht am südwestlichen Ortsrand von Häg an der Dorfstraße. In einem länglichen Streifen befindet sich der benachbarte Friedhof, der ebenso wie die Kirche durch eine rund zwei Meter hohe Mauer von der abfallenden Straße getrennt ist. Das Gebäude besteht aus einem rechteckigen Saalbau, an welche an der Westseite eine ganz kleine Eingangshalle angebaut ist, nach Osten schließt sich der etwas eingezogene, polygonale Chor und Sakristei an. Alle drei Baukörper sind über parallel zueinander verlaufende Satteldächer bedeckt; das Dach über dem Chor ist leicht abgewalmt. Das Langhaus hat an seinen Längsseiten je drei schmale, rundbogig abschließende, bleiverglaste Fenster. Im Westen befindet sich eine weitere Eingangshalle. An der Sakristeiaußenwand erinnert ein Epitaph an den ersten Pfarrer von Häg, Johann Georg Benkle († 1796).
Zur Westseite erhebt sich ein Dachreiter quadratischen Grundrisses, der zu jeder Seite rechteckige Klangarkaden besitzt. Darüber befinden sich in vier Giebeldreiecken je ein Zifferblatt der Turmuhr. Abgeschlossen wird der Turm über ein achtseitiges Pyramidendach mit Turmkugel und Kreuz.

### Inneres und Ausstattung
Das Innere der Kirche ist mit einer flachen Decke eingezogen. Langhaus und der leicht erhöhte Chor werden von einem Triumphbogen voneinander getrennt. Beidseitig des Bogens stehen Seitenaltäre. Sowohl diese wie auch der Hauptaltar im Chor stammen aus einer Werkstatt im Grödner Tal. Der Zelebrationsaltar besteht aus Muschelkalkstein mit bronzenem Unterbau; der Ambo ist aus Bronze gefertigt.

## Orgel
Die Orgel von Xaver Mönch wurde 1888 erbaut und steht heute unter Denkmalschutz. Das Instrument mit mechanischer Spiel- und Registertraktur arbeitet mit Kegellade und verfügt über zwei Manuale, ein Pedal und zwölf Register. Im Jahr 1978 wurde sie von der Orgelwerkstatt Späth restauriert.
Sie besitzt folgende Disposition:
| I Manual C–f3  |       |
| Prinzipal      | 8′    |
| Viola di Gamb. | 8′    |
| Gedekt         | 8′    |
| Octav          | 4′    |
| Flöt travers   | 4′    |
| Mixtur III–IV  | 2 ⁄3′ |

| II Manual C–f3 |    |
| Flöt           | 8′ |
| Salicional     | 8′ |
| Dolcissimo     | 4′ |

| Pedalwerk C–c1 |     |
| Violone        | 16′ |
| Subbass        | 16′ |
| Octavbass      | 8′  |

- Koppeln: II/I, I/P, II/P
- Spielhilfenn: Mezzoforte, Tutti

## Glocken

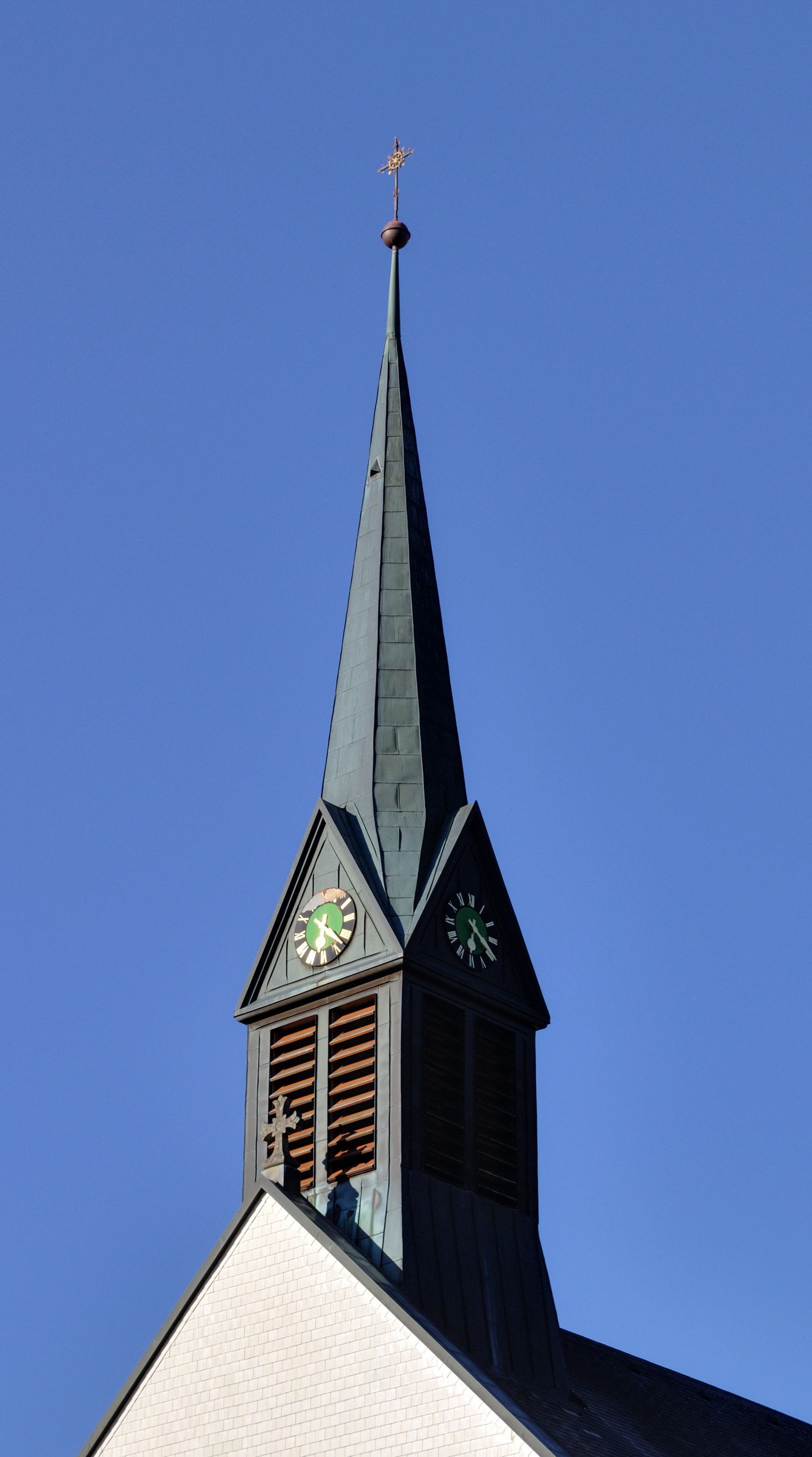
Glockenturm

Das vierstimmige Geläut von St. Michael setzt sich wie folgt zusammen:
| Name           | Schlagton | Gussjahr | Gießerei                  |
| -------------- | --------- | -------- | ------------------------- |
| Michaelsglocke | g′        | 1952     | Kurtz, Stuttgart          |
| Kreuzglocke    | h′        | 1952     | Kurtz, Stuttgart          |
| Marienglocke   | d′′       | 1952     | Kurtz, Stuttgart          |
| Josefsglocke   | e′′       | 1920     | Glockengießerei Grüninger |